# Gemophos
Gemophos is een geslacht van weekdieren uit de klasse van de Gastropoda (slakken).

## Soorten
- Gemophos auritulus (Link, 1807)
- Gemophos filistriatus Vermeij, 2006
- Gemophos gemmatus (Reeve, 1846)
- Gemophos inca (d'Orbigny, 1839)
- Gemophos janellii (Valenciennes, 1846)
- Gemophos pacei Petuch & Sargent, 2011
- Gemophos pastinaca (Reeve, 1846)
- Gemophos ringens (Reeve, 1846)
- Gemophos sanguinolentus (Duclos, 1833)
- Gemophos tinctus (Conrad, 1846)
- Gemophos viverratoides (d'Orbigny, 1840)
- Gemophos viverratus (Kiener, 1834)